# Kameanîi Brid, Lîseanka
Kameanîi Brid (în ucraineană Кам'яний Брід) este o comună în raionul Lîseanka, regiunea Cerkasî, Ucraina, formată numai din satul de reședință.

## Demografie
Componența lingvistică a comunei Kameanîi Brid
     Ucraineană (99,31%)
     Alte limbi (0,59%)
Conform recensământului din 2001, majoritatea populației comunei Kameanîi Brid era vorbitoare de ucraineană (99,31%), existând în minoritate și vorbitori de alte limbi.